# Utricularia pierrei
Utricularia pierrei är en tätörtsväxtart som beskrevs av François Pellegrin. Utricularia pierrei ingår i släktet bläddror, och familjen tätörtsväxter. Inga underarter finns listade i Catalogue of Life.